# Darcie Dohnal
Darcie Dohnal-Sharapova, née le 28 juin 1972, est une patineuse de vitesse sur piste courte américaine.
Elle est médaillée d'argent en relais sur 3 000 m aux Jeux olympiques d'hiver de 1992 à Albertville. Une blessure à la cheville l'empêche de participer aux Jeux de 1994 ; elle met alors un terme à sa carrière sportive.
Diplômée en biologie de l'Université du Wisconsin à Milwaukee en 1998, elle entre ensuite l'école de médecine de l'Université Memorial de Terre-Neuve au Canada. Elle devient par la suite docteur en médecine générale.
Elle est mariée au Docteur Anton Sharapov, un Canadien d'origine russe, avec lequel elle a deux enfants.